# Albert Ramaker
Albert Ramaker (Rotterdam, 14 augustus 1912 - Amerongen, 28 juni 2009) was een Nederlands evangelist.

## Levensloop
Ramaker groeide op in de Vergadering van gelovigen en de Maranathabeweging. Hij volgde een Bijbelschool in het Duitse Wiedenest en was jarenlang leider van een schippersinternaat. Daarna werd hij evangelist en docent aan de Brandpunt Bijbelschool en de latere Evangelische Bijbelschool in Doorn. Hij was ook betrokken bij Trans World Radio en Youth for Christ. Daarnaast heeft hij meegewerkt aan de totstandkoming van Het Boek, een parafrase-vertaling van de Bijbel. Ramaker schreef zelf ook diverse boeken, waaronder Geloof: moeilijk of niet, een samenvatting van de orthodox-evangelische leer die hij onderwees aan de Brandpunt Bijbelschool en sterk geïnspireerd is door de visie van Johannes de Heer.
In 1965 behoorde hij samen met Jan Kits sr. en Johan van Oostveen tot de grondleggers van de Evangelische Omroep. Ramaker werkte tot 1977 bij de EO, waar hij vanaf 1970 hoofd gesproken woord van de radio-afdeling was.
Albert Ramaker overleed op 96-jarige leeftijd.